# Об'єднана німецька команда на зимових Олімпійських іграх 1956
Німеччина на зимових Олімпійських іграх 1956 року, які проходили в італійському місті Кортіна-д'Ампеццо, була представлена Об'єднаною німецькою командою, яка включала спортсменів з Федеративної Республіки Німеччина (Західна Німеччина) та Німецької Демократичної Республіки (Східна Німеччина). Команда складалася з 63 спортсменів (52 чоловіки та 11 жінок) у 8 видах спорту. Прапороносцем на церемонії відкриття Олімпійських ігор був бобслеїст Андреас Остлер.
Німецькі спортсмени вибороли 2 медалі: 1 золоту та 1 бронзову. Олімпійська збірна Німеччини зайняла 9 загальнокомандне місце.

## Медалісти
| Медаль | Спортсмени   | Вид спорту          | Дисципліна                 |
| ------ | ------------ | ------------------- | -------------------------- |
| Золото | Оссі Райхерт | Гірськолижний спорт | гігантський слалом (жінки) |
| Бронза | Гаррі Гласс  | Стрибки з трампліна | нормальний трамплін        |

## Бобслей
| След  | Спортсмени                                                  | Дисципліна | Спуск 1 | Спуск 1 | Спуск 2 | Спуск 2 | Спуск 3 | Спуск 3 | Спуск 4 | Спуск 4 | Разом   | Разом |
| След  | Спортсмени                                                  | Дисципліна | Час     | Місце   | Час     | Місце   | Час     | Місце   | Час     | Місце   | Час     | Місце |
| ----- | ----------------------------------------------------------- | ---------- | ------- | ------- | ------- | ------- | ------- | ------- | ------- | ------- | ------- | ----- |
| GER-1 | Ганс Реш Лоренц Ніберль                                     | двійки     | 1:26.92 | 14      | 1:24.08 | 6       | 1:25.21 | 9       | 1:25.13 | 6       | 5:41.34 | 9     |
| GER-2 | Андреас Остлер Ганс Гогенестер                              | двійки     | 1:24.63 | 4       | 1:24.89 | 10      | 1:25.07 | 8       | 1:25.54 | 8       | 5:40.13 | 8     |
| GER-1 | Ганс Реш Міхаель Пессінгер Лоренц Ніберль Сильвестр Вакерле | четвірки   | 1:18.61 | 6       | 1:19.04 | 8       | 1:19.43 | 7       | 1:20.94 | 13      | 5:18.02 | 6     |
| GER-2 | Франц Шелле Якоб Ніршль Ганс Генн Едмунд Коллер             | четвірки   | 1:19.03 | 9       | 1:18.84 | 7       | 1:19.31 | 6       | 1:21.32 | 15      | 5:18.50 | 8     |

## Гірськолижний спорт
| Спортсмени              | Дисципліна                    | Спуск 1 | Спуск 1 | Спуск 2        | Спуск 2 | Загалом | Загалом |
| Спортсмени              | Дисципліна                    | Час     | Місце   | Час            | Місце   | Час     | МІсце   |
| ----------------------- | ----------------------------- | ------- | ------- | -------------- | ------- | ------- | ------- |
| Пепі Швайгер            | швидкісний спуск (чоловіки)   |         |         |                |         | 3:22.2  | 20      |
| Карл Ціллібіллер        | швидкісний спуск (чоловіки)   |         |         |                |         | 3:21.6  | 19      |
| Зепп Бер                | швидкісний спуск (чоловіки)   |         |         |                |         | 3:07.7  | 12      |
| Ганс-Петер Ланіг        | швидкісний спуск (чоловіки)   |         |         |                |         | 2:59.8  | 5       |
| Бені Обермюллер         | гігантський слалом (чоловіки) |         |         |                |         | 3:42.9  | 48      |
| Пепі Швайгер            | гігантський слалом (чоловіки) |         |         |                |         | 3:23.5  | 26      |
| Зепп Бер                | гігантський слалом (чоловіки) |         |         |                |         | 3:11.4  | 8       |
| Ганс-Петер Ланіг        | гігантський слалом (чоловіки) |         |         |                |         | 3:08.6  | 7       |
| Рохус Вагнер            | слалом (чоловіки)             | 1:48.7  | 32      | 2:28.7 (+0:05) | 42      | 4:17.4  | 34      |
| Карл Ціллібіллер        | слалом (чоловіки)             | 1:36.6  | 26      | 2:23.6         | 34      | 4:00.2  | 25      |
| Зепп Бер                | слалом (чоловіки)             | 1:33.3  | 15      | DSQ            | –       | DSQ     | –       |
| Бені Обермюллер         | слалом (чоловіки)             | 1:32.3  | 10      | 1:55.2         | 10      | 3:27.5  | 9       |
| Аннемарі Бюхнер         | швидкісний спуск (жінки)      |         |         |                |         | DNF     | –       |
| Соня Шперль             | швидкісний спуск (жінки)      |         |         |                |         | 1:57.8  | 32      |
| Ганнелоре Глазер-Франке | швидкісний спуск (жінки)      |         |         |                |         | 1:54.7  | 29      |
| Оссі Райхерт            | швидкісний спуск (жінки)      |         |         |                |         | 1:52.3  | 20      |
| Аннемарі Бюхнер         | гігантський слалом (жінки)    |         |         |                |         | 2:05.0  | 27      |
| Ганнелоре Глазер-Франке | гігантський слалом (жінки)    |         |         |                |         | 2:02.7  | 19      |
| Маріанна Зельтсам       | гігантський слалом (жінки)    |         |         |                |         | 2:01.4  | 12      |
| Оссі Райхерт            | гігантський слалом (жінки)    |         |         |                |         | 1:56.5  | 1       |
| Маріанна Зельтсам       | слалом (жінки)                | DSQ     | –       | –              | –       | DSQ     | –       |
| Оссі Райхерт            | слалом (жінки)                | 1:07.8  | 24      | DSQ            | –       | DSQ     | –       |
| Ганнелоре Глазер-Франке | слалом (жінки)                | 1:01.8  | 19      | 1:02.9         | 17      | 2:04.7  | 14      |
| Аннемарі Бюхнер         | слалом (жінки)                | 1:01.7  | 18      | 1:16.8         | 28      | 2:18.5  | 21      |

## Ковзанярський спорт
| Дисципліна | Спортсмен      | Дистанція | Дистанція |
| Дисципліна | Спортсмен      | Час       | Місце     |
| ---------- | -------------- | --------- | --------- |
| 500 м      | Гельмут Кунерт | 44.0      | 34        |
| 1500 м     | Ганс Келлер    | 2:18.1    | 35        |
| 5000 м     | Ганс Келлер    | 8:24.5    | 30        |
| 5000 м     | Гельмут Кунерт | 8:04.8    | 9         |
| 1000 м     | Ганс Келлер    | 17:27.7   | 21        |
| 1000 м     | Гельмут Кунерт | 17:04.6   | 10        |

## Лижне двоборство
Дисципліни:
- нормальний трамплін
- лижні гонки, 15 км

| Спортсмен         | Дисципліна    | Трамплін    | Трамплін    | Трамплін | Трамплін | Лижі    | Лижі    | Лижі  | Разом   | Разом |
| Спортсмен         | Дисципліна    | Дистанція 1 | Дистанція 2 | Бали     | Місце    | Час     | Бали    | Місце | Бали    | Місце |
| ----------------- | ------------- | ----------- | ----------- | -------- | -------- | ------- | ------- | ----- | ------- | ----- |
| Гельмут Бек       | індивідуальні | 66.0        | 66.5        | 190.0    | 24       | 59:13   | 228.700 | 11    | 418.700 | 19    |
| Герхард Гласс     | індивідуальні | 72.0        | 72.5        | 203.5    | 9        | 1'04:17 | 209.100 | 30    | 412.600 | 24    |
| Герберт Леонхардт | індивідуальні | 62.0        | 62.0        | 177.0    | 32       | 1'01:34 | 219.600 | 23    | 396.600 | 28    |
| Гайнц Гаузер      | індивідуальні | 71.0        | 67.5        | 195.0    | 20       | 1'00:43 | 222.900 | 17    | 417.900 | 21    |

## Лижні перегони
| Дисципліна                  | Спортсмен                                                          | Дистанція | Дистанція |
| Дисципліна                  | Спортсмен                                                          | Час       | Місце     |
| --------------------------- | ------------------------------------------------------------------ | --------- | --------- |
| 15 км (чоловіки)            | Гельмут Гагг                                                       | 56:50     | 46        |
| 15 км (чоловіки)            | Руді Копп                                                          | 54:31     | 31        |
| 15 км (чоловіки)            | Зігфрід Вайс                                                       | 54:29     | 29        |
| 15 км (чоловіки)            | Куно Вернер                                                        | 54:18     | 27        |
| 30 км (чоловіки)            | Вернер Морінг                                                      | 2'00:55   | 40        |
| 30 км (чоловіки)            | Еріх Лінденляуб                                                    | 1'58:30   | 33        |
| 30 км (чоловіки)            | Герман Мехель                                                      | 1'56:34   | 30        |
| 50 км (чоловіки)            | Вернер Морінг                                                      | 3'20:32   | 20        |
| естафета 4×10 км (чоловіки) | Куно Вернер Зігфрід Вайс Руді Копп Герман Мехель                   | 2'26:37   | 10        |
| 10 км (жінки)               | Рита Чех-Блясль                                                    | 43:51     | 29        |
| 10 км (жінки)               | Ельфріда Шпігельгауер-Уліг                                         | 43:15     | 26        |
| 10 км (жінки)               | Ельза Амманн                                                       | 42:22     | 20        |
| 10 км (жінки)               | Зонгільда Гаусшильд-Каллус                                         | 42:22     | 20        |
| естафета 3×5 км (жінки)     | Ельфріда Шпігельгауер-Уліг Ельза Амманн Зонгільда Гаусшильд-Каллус | 1'15:33   | 7         |

## Стрибки з трампліна
| Спортсмен     | Дисципліна          | Стрибок 1 | Стрибок 1 | Стрибок 1 | Стрибок 2 | Стрибок 2 | Стрибок 2 | Разом | Разом |
| Спортсмен     | Дисципліна          | Дистанція | Бали      | Місце     | Дистанція | Бали      | Місце     | Бали  | Місце |
| ------------- | ------------------- | --------- | --------- | --------- | --------- | --------- | --------- | ----- | ----- |
| Йозеф Кляйсль | нормальний трамплін | 73.0      | 95.0      | 29        | 71.0      | 94.0      | 26        | 189.0 | 26    |
| Вернер Лессер | нормальний трамплін | 77.5      | 105.0     | 10        | 77.5      | 105.0     | 8         | 210.0 | 8     |
| Макс Болкарт  | нормальний трамплін | 80.0      | 111.5     | 3         | 81.5      | 111.0     | 4         | 222.5 | 4     |
| Гаррі Гласс   | нормальний трамплін | 83.5      | 115.0     | 1         | 80.5      | 109.5     | 7         | 224.5 | 3     |

## Фігурне катання
Чоловіки
| Спортсмен    | CF | FS | Бали   | Places | Місце |
| ------------ | -- | -- | ------ | ------ | ----- |
| Тіло Гутцайт | 10 | 11 | 141.08 | 90     | 10    |

Жінки
| Спортсмен        | CF | FS | Бали   | Places | Місце |
| ---------------- | -- | -- | ------ | ------ | ----- |
| Розель Петтінгер | 11 | 6  | 152.04 | 101    | 10    |

Пари
| Спортсмени                  | Бали  | Places | Місце |
| --------------------------- | ----- | ------ | ----- |
| Маріка Кіліус Франц Нінгель | 10.98 | 35.5   | 4     |

## Хокей
Груповий турнір
Група А
Підсумкова таблиця
| М | Команда         | І | Пер | Н | Пор | ЗШ | ПШ | О |
| - | --------------- | - | --- | - | --- | -- | -- | - |
| 1 | Канада          | 3 | 3   | 0 | 0   | 30 | 1  | 6 |
| 2 | Німеччина (ОНК) | 3 | 1   | 1 | 1   | 9  | 6  | 3 |
| 3 | Італія          | 3 | 0   | 2 | 1   | 5  | 7  | 2 |
| 4 | Австрія         | 3 | 0   | 1 | 2   | 2  | 32 | 1 |

Скорочення: М = підсумкове місце, І = ігри, Пер = перемоги, Н = нічиї, Пор = поразки, ЗШ = закинуті шайби, ПШ = пропущені шайби, О = набрані очки
Результати матчів
| Дата       | Команда   | Рахунок | Команда   |
| ---------- | --------- | ------- | --------- |
| 26.01.1956 | Канада    | 4 : 0   | Німеччина |
| 26.01.1956 | Італія    | 2 : 2   | Австрія   |
| 27.01.1956 | Італія    | 2 : 2   | Німеччина |
| 27.01.1956 | Канада    | 23 : 0  | Австрія   |
| 28.01.1956 | Німеччина | 7 : 0   | Австрія   |
| 28.01.1956 | Італія    | 1 : 3   | Канада    |

Фінал
Підсумкова таблиця
| М | Команда         | І | Пер | Н | Пор | ЗШ | ПШ | О  |
| - | --------------- | - | --- | - | --- | -- | -- | -- |
| 1 | СРСР            | 5 | 5   | 0 | 0   | 25 | 5  | 10 |
| 2 | США             | 5 | 4   | 0 | 1   | 26 | 12 | 8  |
| 3 | Канада          | 5 | 3   | 0 | 2   | 23 | 11 | 6  |
| 4 | Швеція          | 5 | 1   | 1 | 3   | 10 | 17 | 3  |
| 5 | Чехословаччина  | 5 | 1   | 0 | 4   | 20 | 30 | 2  |
| 6 | Німеччина (ОНК) | 5 | 0   | 1 | 4   | 6  | 35 | 1  |

Результати матчів
| Дата       | Команда        | Рахунок | Команда        |
| ---------- | -------------- | ------- | -------------- |
| 30.01.1956 | США            | 7 : 2   | Німеччина      |
| 30.01.1956 | Канада         | 6 : 3   | Чехословаччина |
| 30.01.1956 | СРСР           | 4 : 1   | Швеція         |
| 31.01.1956 | СРСР           | 8 : 0   | Німеччина      |
| 31.01.1956 | Швеція         | 5 : 0   | Чехословаччина |
| 31.01.1956 | США            | 4 : 1   | Канада         |
| 01.02.1956 | США            | 6 : 1   | Швеція         |
| 02.02.1956 | Канада         | 10 : 0  | Німеччина      |
| 02.02.1956 | СРСР           | 7 : 4   | Чехословаччина |
| 03.02.1956 | Чехословаччина | 9 : 3   | Німеччина      |
| 03.02.1956 | Канада         | 6 : 2   | Швеція         |
| 03.02.1956 | СРСР           | 4 : 0   | США            |
| 04.02.1956 | СРСР           | 2 : 0   | Канада         |
| 04.02.1956 | Німеччина      | 1 : 1   | Швеція         |
| 04.02.1956 | США            | 9 : 4   | Чехословаччина |